# Chiradzulu
Chiradzulu is een stad in Malawi en is de hoofdplaats van het district Chiradzulu.
Chiradzulu telt naar schatting 2000 inwoners.